# Manifiesto de Lausana

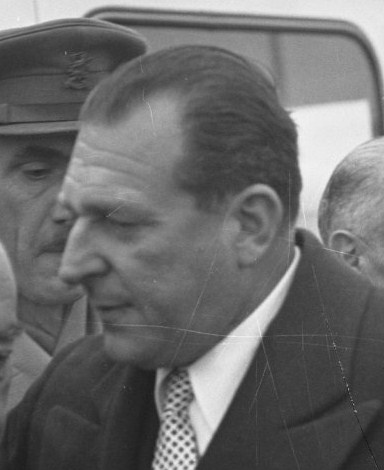
don Juan de Borbón, pretendiente al trono de España.

El Manifiesto de Lausana fue un manifiesto hecho público por don Juan de Borbón el 19 de marzo de 1945 en Lausana, donde residía, en el que el pretendiente al trono de España rompió con la Dictadura del general Franco, cuyo régimen calificaba como «inspirado desde el principio en los sistemas totalitarios de las potencias del Eje», cuya derrota final se produciría mes y medio después. Don Juan le pedía al dictador Franco que abandonara el poder y diera paso libre a la restauración de la monarquía en su persona, como hijo y heredero legítimo del rey Alfonso XIII, fallecido en febrero de 1941.

## Antecedentes
Tras el fracaso de las conversaciones entre los generales monárquicos y la Alianza Nacional de Fuerzas Democráticas (AFND), don Juan de Borbón envió una carta confidencial a sus partidarios dentro de España pidiéndoles la opinión sobre si debía romper con el régimen franquista y publicar un manifiesto. El contenido de la carta llegó a conocimiento del general Franco quien inmediatamente ordenó al embajador español en Suiza que se entrevistara con don Juan en Lausanne, donde residía. Tras la entrevista, que tuvo lugar el 18 de febrero de 1945, el embajador envió a Franco el siguiente telegrama:

Celebrada la entrevista y explicada ampliamente la situación, creo que, después de la conversación, don Juan no hará por ahora, manifestaciones públicas. Está preocupado por la propaganda republicana y disgustado por lo que califica de silencio del Generalísimo respecto a la Monarquía y sobre él mismo. Añadió: 1) que confirma el contenido de sus anteriores manifestaciones y la carta y telegrama al Generalísimo porque ve que los acontecimientos le vienen dando la razón; 2) que ha propuesto una entrevista personal con el Generalísimo, que no aceptó; 3) que sugirió conversaciones entre dos delegaciones de ambas partes o enviar a Lausanne un representante del Generalísimo, a lo que no tuvo respuesta. Terminó diciendo que, así como asume la responsabilidad en la actuación, también la contrae en estos momentos guardando silencio. En la valija que sale el jueves, amplío, este telegrama.

Según un informe de la policía franquista que hizo llegar al general Franco, el 7 de marzo se habían reunido en la casa de Madrid del infante don Francisco de Borbón y de la Torre un grupo de destacados monárquicos, entre ellos los generales Kindelán y Espinosa de los Monteros, para redactar un documento en el que se exigía a Franco que proclamara a don Juan como rey.

## Contenido

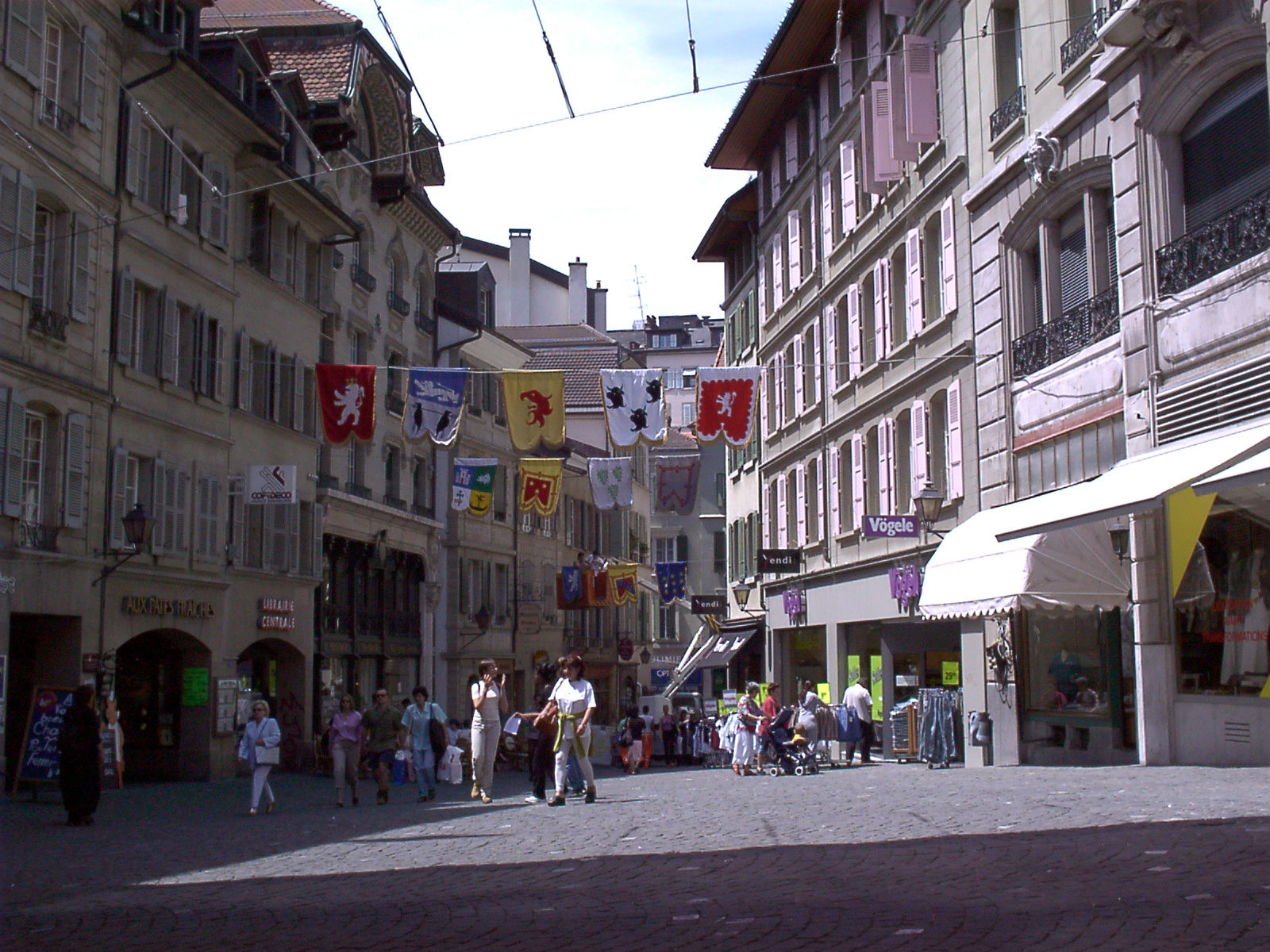
Calle de Lausana (Suiza).

Tras casi un año sin haber hecho ninguna declaración, el 19 de marzo de 1945 don Juan de Borbón hizo público el Manifiesto de Lausana en el que manifestaba que «el régimen implantado por el general Franco, inspirado desde el principio en los sistemas totalitarios de las Potencias del Eje, tan contrario al carácter y tradición de nuestro pueblo, es fundamentalmente incompatible con las circunstancias presentes está creando en el mundo», es decir, con la victoria aliada, y «compromete también el porvenir de la Nación» . Por eso pedía a Franco que dejara paso a la «Monarquía tradicional» pues sólo ella «puede ser instrumento de paz y de concordia para reconciliar a los españoles». «Desde que asumí los deberes y derechos a la Corona de España, mostré mi disconformidad con la política exterior e interior seguida por el general Franco». Por eso «me resuelvo… a levantar mi voz y requerir solemnemente al general Franco para que, reconociendo el fracaso de su concepción totalitaria del Estado, abandone el poder y dé paso libre a la Restauración».
Según el manifiesto, las «tareas primordiales» de la «Monarquía tradicional» habrían de ser: «aprobación inmediata, por votación popular, de una Constitución política, reconocimiento de todos los derechos inherentes a la persona humana y garantía de las libertades políticas correspondientes; establecimiento de una Asamblea Legislativa elegida por la Nación; reconocimiento de la diversidad regional; amplia amnistía política; una más justa distribución de la riqueza y la supresión de injustos contrastes sociales...». Según el historiador franquista Luis Suárez Fernández lo que don Juan «prometía [era] el total desmantelamiento de la obra de Franco».
El documento fue redactado por Eugenio Vegas Latapié y Julio López Oliván.

## Consecuencias

Escudo de armas de don Juan de Borbón.

El manifiesto fue silenciado por la prensa y la radio españolas, aunque sí lo difundió la BBC. Se preparó una especie de gobierno de transición presidido por el general Kindelán, con el general Aranda como ministro de Defensa, el general Varela como ministro del Aire y el general Juan Bautista Sánchez González como ministro del Ejército.
El 25 de marzo don Juan pidió a sus partidarios que dimitieran de sus cargos, pero solo lo hicieron dos de ellos: el duque de Alba, que renunció a la embajada en Londres y comentó: Franco «no quiere sino sostenerse a perpetuidad; es infatuado y soberbio. Todo lo sabe y confía en el juego internacional temerariamente»; y el general Alfonso de Orleáns y Borbón, duque de Galliera, que dimitió de su cargo de inspector de las fuerzas aéreas. «Quedaba, pues, claro que, por muy propicio que fuese el momento para tal paso, sólo un puñado de los que se decían monárquicos estaba dispuesto a arriesgar su futuro en el seno del régimen y a apoyar la restauración de la monarquía en contra de la voluntad del dictador. Por tanto, el pretendiente, habiendo observado el fracaso de su ataque frontal, se refugió otra vez en una postura discreta, esperando a que los acontecimientos provocasen el cambio que él deseaba».
La reacción del general Franco fue inmediata. Desterró al general de Orleáns a la finca que poseía en Cádiz y envió dos emisarios, los católicos Alberto Martín Artajo y Joaquín Ruiz Giménez, a que comunicaran a don Juan el total apoyo del Ejército, de la Iglesia, del partido único FET y de las JONS y de la mayoría de los monárquicos al régimen franquista. El 20 de marzo convocó el Consejo Superior del Ejército que estuvo reunido tres días y allí rechazó la petición de Kindelán de que se restaurara la monarquía —«Mientras yo viva nunca seré una reina madre», le dijo—. Según Paul Preston, «el calibre de falsedades que dijo en la reunión sugiere que su tendencia natural a razonamientos ilusorios se había agudizado por la desesperación». Llegó a decir que todos los países, incluidos Estados Unidos, pronto adoptarían los principios falangistas. «Sólo Kindelán desafió lo absurdo de algunas de estas afirmaciones, por lo que fue recompensado con una amable burla por parte de Franco. Sin embargo, muchos otros generales parecían satisfechos con lo que acababan de oír».